# Шушин, Иван Фёдорович
Иван Фёдорович Шушин (20 апреля 1924, с. Городищи, Владимирская губерния — 24 июля 1943, близ станции Мга, Ленинградская область) — советский военнослужащий, участник Великой Отечественной войны, Герой Советского Союза, пулемётчик 2-й пулемётной роты 192-го гвардейского стрелкового полка (63-я гвардейская стрелковая дивизия, 67-я армия, Ленинградский фронт), гвардии ефрейтор.

## Биография
Родился 20 апреля 1924 года в селе Городищи (ныне — Гаврилово-Посадского района Ивановской области) в семье крестьянина. Русский. Образование неполное среднее. Работал в колхозе, был мотористом на аэродроме. Когда началась война, и отец ушёл на фронт, Иван поступил на машинно-тракторную станцию, чтобы кормить большую семью.
В 1942 году был призван в Красную Армию Гаврилово-Посадским райвоенкоматом Ивановской области. В боевых действиях с августа 1942 года. Сражался на подступах к городу Ленинграду.
Комсомолец гвардии ефрейтор Иван Шушин отличился в бою в районе станции Мга (Ленинградская область) 24 июля 1943 года. Метким огнём своего пулемёта поддерживал наступление подразделения, уничтожил несколько гитлеровцев, пытавшихся перейти в контратаку. От разорвавшейся рядом мины был ранен, а пулемёт пришёл в негодность. Тогда взял винтовку и пошёл за наступающими бойцами. Одним из первых достиг вражеской траншеи. Когда по наступающим стрелкам открыл губительный огонь пулемёт, подобрался к огневой точке и бросился на пулемётчиков врукопашную. Когда к нему подбежали санитары, они уже ничем не могли ему помочь. Он лежал изрешечённый пулями, придавив собой вражеский пулемёт, а его руки мёртвой хваткой сжимали горло немецкого офицера.
Похоронен Шушин в братской могиле в городе Кировск Ленинградской области.
Указом Президиума Верховного Совета СССР «О присвоении звания Героя Советского Союза офицерскому, сержантскому и рядовому составу Красной Армии» от 21 февраля 1944 года за «образцовое выполнение боевых заданий командования на фронте борьбы с немецкими захватчиками и проявленные при этом отвагу и геройство» удостоен посмертно звания  Героя Советского Союза. Награждён также орденом Ленина.

## Память
- Указом Президиума Верховного Совета РСФСР от 13 января 1949 года посёлок Каллиола в память об Иване Шушине был переименован в Шушино (Севастьяновское сельское поселение, Приозерский район Ленинградской области).
- Его имя носит улица в городе Гаврилов Посад Ивановской области.
- В родном селе Городищи установлена мемориальная доска.
- Мемориальная доска установлена Российским военно-историческим обществом на бывшей школе города Гаврилов-Посад, где он учился.